# Birgit Kümmel
Birgit Kümmel (* 1958) ist eine deutsche Kunsthistorikerin, Autorin und Herausgeberin. Sie ist seit 2018 Vorsitzende des Museumsverbandes Hessen und war von 1993 bis 2022 Leiterin des Museums Bad Arolsen, das in verschiedenen Häusern in Bad Arolsen untergebracht ist.

## Leben

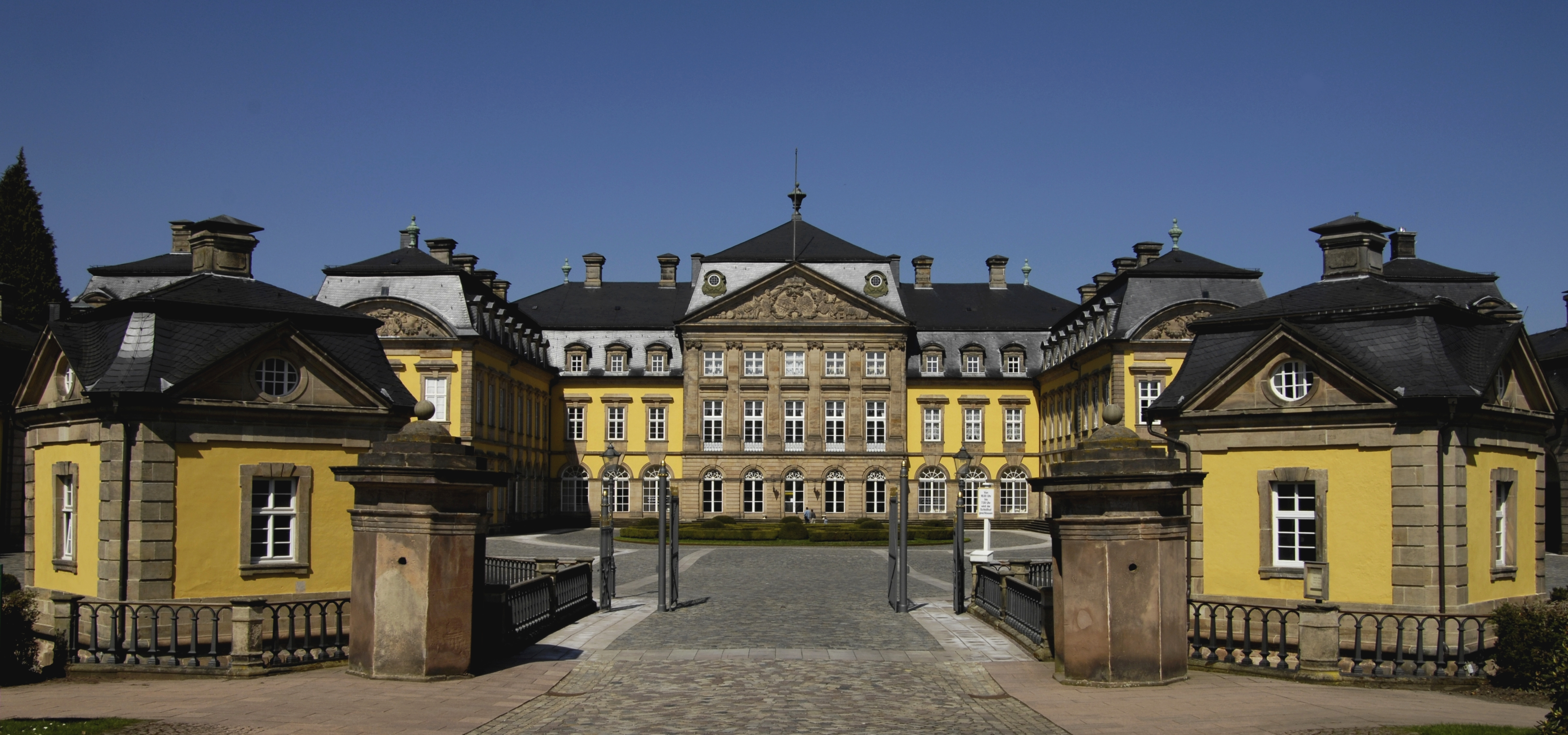
Das Residenzschloss Arolsen, eine von mehreren Wirkungsstätten von Birgit Kümmel (2010)

Birgit Kümmel studierte Kunstgeschichte, Neuere Geschichte, Volkskunde und Christliche Archäologie. Nachdem sie beispielsweise bereits 1992 als Herausgeberin eines Ausstellungskataloges zur ehemaligen Residenzstadt Arolsen mit dem Museumsverein Arolsen, dem Land Hessen sowie dem Landkreis Waldeck-Frankenberg kooperierte, übernahm sie schon im Folgejahr 1993 die Leitung des Museums Bad Arolsen, während sie parallel noch bis 1995 an ihrer Dissertation über den Landgrafen, Bilderstürmer und Kunstliebhaber Moritz von Hessen-Kassel arbeitete.
Durch ihre zahlreichen Publikationen, wie etwa die Museumshefte Waldeck-Frankenberg, vermittelt Birgit Kümmel den Lesern und Besuchern verschiedener und teilweise als Wanderausstellungen konzipierter Präsentationen nicht nur die örtliche Historie der Stadt und ihrer Menschen sowie den denkmalgeschützten Gebäuden wie etwa das Residenzschloss Arolsen, sondern bietet, oftmals gemeinsam mit anderen Autoren und in überregionalen Kooperationen, auch der Zeitgenössischen Kunst und ihren Akteuren wie etwa Ansgar Niehoff, Frank Rödel oder Annette Munk eine Bühne.
Für ihr Engagement für die hessische Museumslandschaft wurde Birgit Kümmel am 2. November 2022 mit der Goethe-Plakette ausgezeichnet, der höchsten Auszeichnung des Hessischen Ministeriums für Wissenschaft und Kunst.

## Schriften (Auswahl)
- Birgit Kümmel (Hrsg.), Dieter Alfter: Arolsen. Indessen will es glänzen. Eine barocke Residenz, Ausstellungskatalog der Veranstalter Stadt und Museumsverein Arolsen in Zusammenarbeit mit dem Land Hessen und dem Landkreis Waldeck-Frankenberg, hrsg. im Auftrag der Stadt Arolsen, Korbach: Bing, 1992, ISBN 3-87077-086-4
- Susanne Korn, Birgit Kümmel: Extrem. Ansgar Nierhoff, Ausstellungskatalog der Veranstalter Kunsttreff Frankenberg e. V. und des Landkreises Waldeck-Frankenberg in Zusammenarbeit mit der Stadt Frankenberg, Korbach: Bing, 1993, ISBN 3-87077-089-9
- Birgit Kümmel (Red.), Rolf Wagner (Fotos), Hartmut Broszinski (Text): Arolsen (Bildband), 1. Auflage, Gudensberg-Gleichen: Wartberg-Verlag, 1993, ISBN 3-86134-121-2
- Andrea El Danasouri, Alexandra zu Knyphausen, Birgit Kümmel: Frank Rödel. Gemälde, Zeichnungen, Collagen, Katalog zur gleichnamigen Wanderausstellung vom 24. September – 6. November 1994 in Arolsen (Museum der Stadt und Museumsverein Residenzschloss) sowie in Fulda (Vonderau-Museum) vom 6. Oktober – 5. November 1995, Hrsg.: Hessisch-Thüringische Brandversicherungsanstalt, Kassel-Erfurt; Museum der Stadt und Museumsverein Arolsen, Kassel; Erfurt: Hessisch-Thüringische Brandversicherungsanstalt, 1994, ISBN 3-925050-04-3
- Der Ikonoklast als Kunstliebhaber. Studien zu Landgraf Moritz von Hessen-Kassel (1592–1627) ( = Materialien zur Kunst- und Kulturgeschichte in Nord- und Westdeutschland, Bd. 23), zugleich Dissertation 1995 an der Universität Marburg, Marburg: Jonas-Verlag, 1996, ISBN 3-89445-209-9; Inhaltsverzeichnis
- Birgit Kümmel (Hrsg.), Bernd Steltner, Andrea El-Danasouri u. a.: Made in Arolsen. HEWI und die Kaulbachs. Zwischen höfischem Handwerk und Industriedesign, Ausstellungskatalog, Bad Arolsen: Museum Bad Arolsen und Museumsverein, 1998, ISBN 3-930930-05-6
- Birgit Kümmel, Stephanie Hahn, Ingeborg Moldenhauer: Friedrich Wilhelm Maul. Ein Porträtist des Biedermeier in Waldeck ( = Museumshefte Waldeck-Frankenberg, Heft 19), Bad Arolsen: Museum Bad Arolsen, 1999, ISBN 3-930930-07-2
- Birgit Kümmel, Michael Neumann: Das Schreibersche Haus in Bad Arolsen: Dies Haus ist bezaubernd schön ...  ( = Museumshefte Waldeck-Frankenberg, Heft 18), Bad Arolsen: Museum Bad Arolsen, 1999, ISBN 3-930930-06-4
- Birgit Kümmel: Wilhelm von Kaulbach als Zeichner. 1804–1874, Katalog zur Ausstellungen im Schloß, Museumsverein und Museum Bad Arolsen vom 15. September bis 18. November 2001, Bad Arolsen: Museum Bad Arolsen; 2001, ISBN 3-930930-09-9; Inhaltsverzeichnis
- Birgit Kümmel, Bernhard Maaz (Hrsg.): Christian-Daniel-Rauch-Museum Bad Arolsen, Katalog und Bildband, München; Berlin: Deutscher Kunstverlag, 2002, ISBN 3-422-06386-2
- Birgit Kümmel (Hrsg.), Stephanie Hahn u. a.: Kinderwelten der Malerdynastie Kaulbach, Katalog zu den gleichnamigen Ausstellungen im Schloß, im Museumsverein und dem Museum Bad Arolsen vom 17. Mai bis 20. Juli 2003, Bad Arolsen: Museum Bad Arolsen, 2003, ISBN 3-930930-11-0
- Birgit Kümmel, Bernhard Maaz (Hrsg.), Karl Arndt u. a.: Kolloquium zur Skulptur des Klassizismus Bad Arolsen, Texte teilweise in deutscher, teilweise in englischer Sprache, Bad Arolsen: Christian-Daniel-Rauch-Museum, 2004, ISBN 3-930930-15-3
- Birgit Kümmel (Red.), Bernhard Buchstab: Die Sanierung des Residenzschlosses Arolsen. 1986–2009 ( = Arbeitshefte des Landesamtes für Denkmalpflege Hessen, Bd. 14), Hrsg.: Waldeckische Domanialverwaltung, Landesamt für Denkmalpflege Hessen, Stuttgart: Theiss, 2009, ISBN 978-3-8062-2327-9
- Birgit Kümmel, Udo Reuter (Hrsg.): Barbara Beisinghoff. Das Gesetz des Sterns und die Formel der Blume. Wasserzeichen, Radierungen, Künstlerbücher und Installationen.  Bad Arolsen: Museum Bad Arolsen und Museumsverein, 2014, ISBN 978-3-930930-32-6